# Ronde van Bern (vrouwen)
De Ronde van Bern is een eendaagse wielerkoers voor vrouwen rond het kanton Bern in Zwitserland. De koers werd in 1979 voor het eerst verreden. De wedstrijd stond aanvankelijk gekend als Tour du Nord-Ouest de la Suisse. Vanaf 1992 heet de wedstrijd Berner Rundfahrt/Tour de Berne (Ronde van Bern). De wedstrijd maakte van 2006 tot 2009 deel uit van de Wereldbeker wielrennen bij de vrouwen. De wedstrijd verdween nadien naar de nationale kalender.

## Resultaten

#### Meervoudige winnaars
| Overwinningen | Renner             | Jaren            |
| ------------- | ------------------ | ---------------- |
| 3             | Evelyne Müller     | 1984, 1986, 1990 |
| 3             | Luzia Zberg        | 1991, 1992, 1995 |
| 2             | Barbara Erdin-Ganz | 1988, 1989       |
| 2             | Edita Pučinskaitė  | 2005, 2007       |
| 2             | Doris Schweizer    | 2015, 2017       |

#### Overwinningen per land
| Overwinningen | Land                                                                            |
| ------------- | ------------------------------------------------------------------------------- |
| 24            | Zwitserland                                                                     |
| 4             | Duitsland                                                                       |
| 3             | Verenigd Koninkrijk                                                             |
| 2             | Italië, Litouwen                                                                |
| 1             | Australië, Kazachstan, Namibië, Oekraïne, Verenigde Staten, Zuid-Afrika, Zweden |